# تجريف الأراضي في أستراليا

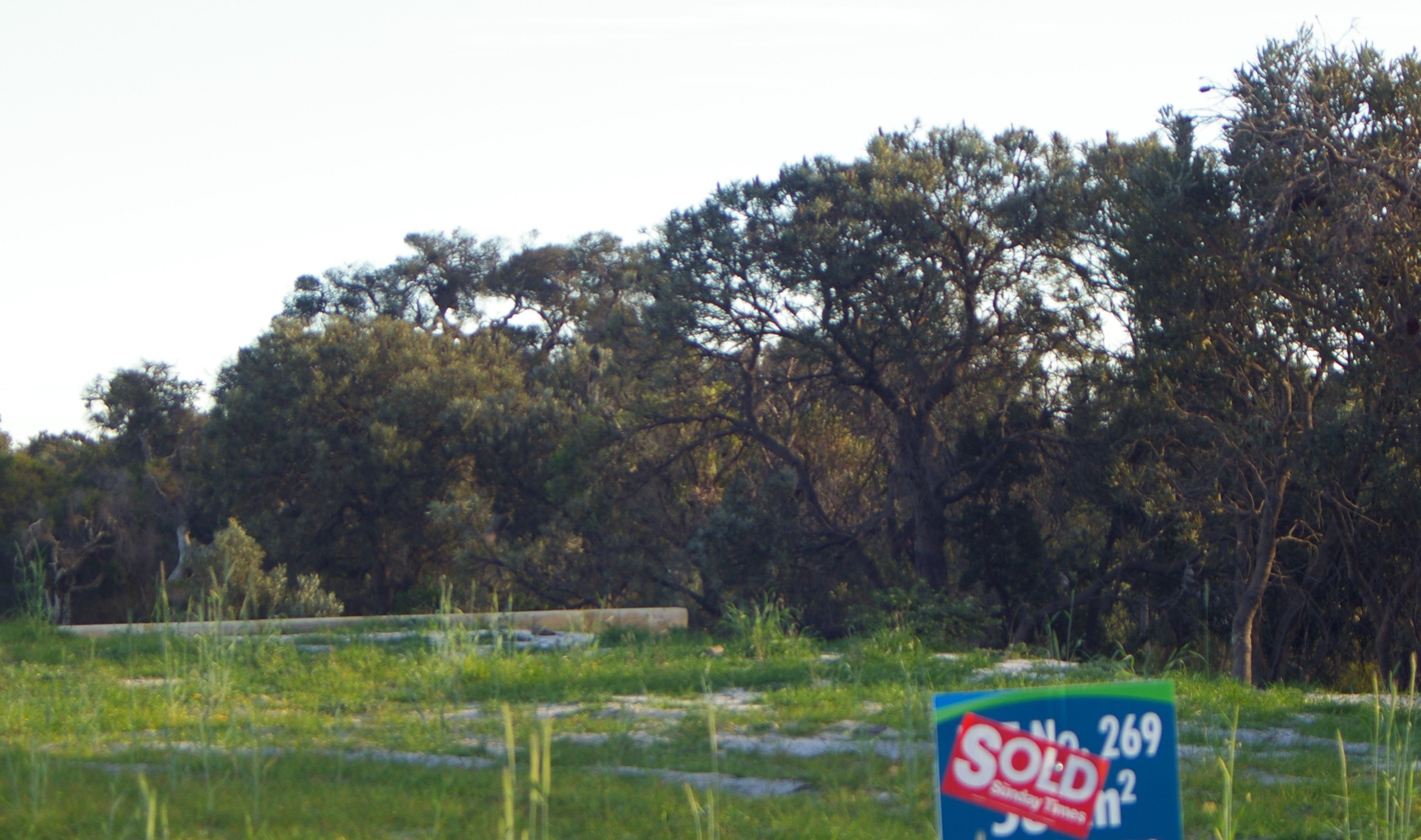
تم ازالة العديد من المساحات المزروعة بنبات بانكسيا من أجل التوسع العمراني في كل عام. في تلك الصورة تظهر أراضى تم تجريفها من أجل التوسع العمرانى في كانينغ فال, أستراليا الغربية.

تجريف الأراضي في أستراليا يقصد به إزالة الغطاء النباتي الأصلي و إزالة الغابات في أستراليا من أجل أستخدام تلك الأراضى في الزراعة والعمران. مما أدى إلى فناء العديد من النباتات حيث لم يزل موجود إلا 87 % فقط من الغطاء النباتي الذي كان موجود في حقبة الاستعمار الأوروبي في أستراليا.